# Asparagus humilis
Asparagus humilis — вид рослин із родини холодкових (Asparagaceae).

## Біоморфологічна характеристика
Це багаторічна трав'яниста рослина чи напівкущ, прямовисний чи лежачий, заввишки 10–50 см, іноді досягає 180 см висоти при опорі. Гілки жолобчасті, голі, іноді сосочкові, без шипів. Кладодії в пучках по 3–15, жолобчасті, нерівні, 4–15 мм завдовжки, на верхівці шипоподібні. Квітки поодинокі чи в пучках. Листочки оцвітини білі, 3–3.5 мм завдовжки. Ягода червона, 5–7 мм у діаметрі.

## Середовище проживання
Ареал: пд.-сх. Кенія, Мозамбік, Танзанія.
Населяє виходи коралів і солончаки поблизу мангрових заростей.